# Hovvej
Hovvej er en gade i Espergærde. Gaden forbinder de to tidligere landsbyer, nu bydele, Mørdrup og Tibberup. Navnet skyldes, at vejen i ældre tid blev brugt af fæstebønder fra Mørdrup, der skulle yde hoveriarbejde på Krogerup Gods.

## Historie
Hovvejs oprindelse fortaber sig i historien, men vejen er antagelig omtrent lige så gammel som de to tidligere landsbyer, den forbinder: Mørdrup mod nord og Tibberup mod syd.
I 1672 blev Tibberup, Mørdrup og Espergærde henlagt under det nye gods Krogerup, som var blevet oprettet på kongelig foranledning og overdraget Hans Rostgård som tak for hans tjenester under Karl Gustav-krigene 1658-1660. Dette indebar samtidig, at fæsterne fra disse landsbyer skulle yde hoveritjeneste, og bønderne fra Mørdrup gik i den forbindelse ad markvejen mod syd til Tibberup, hvor vejen gik gennem landsbyen (nu en del af Gammel Tibberupvej) og derefter fortsatte mod syd til Krogerup (denne strækning kaldes nu Sandvejen).
Områderne omkring vejen var under landsbyfællesskabet ubebyggede og havde præg af overdrev uden for de dyrkede marker, men efter landsbyfællesskabets ophævelse blev en del gårde flyttet ud, og enkelte bygninger kom til at ligge ved vejen herunder den nye landsbyskole "Godthåb", bygget 1792 omtrent midt mellem de to landsbyer, eller nær denne, således "Egegården". Senere opførtes andre gårde, således "Landlyst", der blev bygget efter en udstykning. Men helt frem til 1800-tallet fandtes der ingen nævneværdig bebyggelse langs vejen.
Forholdene ændredes først efter anlæggelsen af Kystbanen i 1897. Espergærde Station skulle fortrinsvis betjene landliggerne ved fiskerlejet, og efter århundredeskiftet skete der en udstykning dels ved Øresund, dels på strækningen mellem fiskerlejet og stationen. Men i mellemkrigstiden og efter 2. verdenskrig skete en begyndende bebyggelse også vest for jernbanen, således blev en del af Godthåbs jord udstykket til landliggervillaer (nu Godthåbsvej, Granvej og Koglevej) vest for Hovvej og i 1960 var udviklingen så fremskreden, at Tikøb Sogneråd besluttede at lade udarbejde en ny byplan for Espergærde. Denne byplan forudså, at hele området mellem det daværende Espergærde øst for Kystbanen, Mørdrup mod nordvest og Tibberup mod sydvest i fremtiden skulle udbygges til et samlet byområde med boliger, butikscenter og skoler øst for Hovvej og et erhvervsområde i byens nordvestlige del vest for Hovvej. Denne byplan blev stort set udført i løbet af 1960-erne.
Da Helsingørmotorvejen blev bygget i 1974, blev der ligeledes anlagt en ny vej, Hornbækvej, i Espergærdes sydlige del nord om Tibberup. Dermed blev Hovvej afskåret lige nord for Tibberup.
Efter kommunalreformen i 1970 blev udarbejdet en ny dispositionsplan, som forudså Espergærdes fortsatte udbygning vest for Hovvej, således opførelsen af Espergærde Gymnasium vest for Hovvejs nordlige del Først efter 1980 blev også de ledige områder vest for Hovvej i dennes sydligste del, der indtil da hørte under "Grydemosegård" og Hovgård", inddraget til boligbyggeri således, at vejen er udbygget på begge sider i sin fulde længde.

## Vejforhold
Vejen er anlagt med et spor i hver retning, brede rabatter samt cykel- og gangstier i begge sider.
Flere steder er anlagt fodgængerovergange, og ved Søndermarkens udmunding er denne lysreguleret.

## Boliger
Der ligger flere boligområder langs vejen, opførte på forskellige tidspunkter. Øst for Hovvej ligger nordligst et boligområde med villaer udbygget i 1960-erne. Fra Rugmarken til Søndermarken ligger et stort etageboligområde, udbygget i flere omgange i 1960-erne, med tilhørende skole, grønne områder og stinet. Syd for Søndermarken ligger ligeledes villaområder. Vest for Hovvej ligger Granvejskvarteret som et tidligere landliggerområde og syd herfor boligkvarterer opført på Grydemosegårds og Hovgårdens jorder (således Grydemosegårdbebyggelsen, opført 1982 og 1987, og Hovgårdsparken, opført 1994).

## Erhverv
I dispositionsplanen fra 1960 var udlagt et erhvervsområde lige vest for Hovvej, og her opførtes blandt andet virksomheden Coloplast men også flere håndværksvirksomheder lagde deres forretning i området, ligesom et par tankstationer er blevet anlagte. Efter, at de områdets store industrier er blevet flyttet til nye områder, har der været fremsat planer om at omdanne erhvervsområdet til boligområde.